# Clan Kamo
Le clan Kamo (賀茂氏, Kamo-shi) est un clan japonais assimilé à un groupe sacerdotal qui fait remonter son origine à un sanctuaire de la période Yayoi situé dans la partie nord-est de Kyoto. Le clan accède à la notoriété durant la période Asuka et l'époque de Heian lorsque les Kamo sont identifiés avec la fondation au VIIe siècle du sanctuaire Kamo-jinja.

## Sanctuaire Kamo
Le nom du sanctuaire Kamo fait référence aux premiers habitants de la région, dont beaucoup continuent à vivre près du sanctuaire que servaient leurs ancêtres. Les noms officiels du corollaire jinja commémorent les racines essentielles du clan dans une histoire qui date d'avant la fondation de l'ancienne capitale du Japon.
Le sanctuaire Kamo comprend des jinja, c'est-à-dire des sanctuaires maintenant indépendants mais traditionnellement associés, le sanctuaire Kamo-wakeikazuchi (賀茂別雷神社, Kamo-wakeikazuchi jinja) dans l'arrondissement Kita de Kyoto et le sanctuaire Kamo-mioya  (賀茂御祖神社, Kamo-mioya jinja) dans l'arrondissement de Sakyo. Les noms des jinja identifient les différents kamis ou divinités qui sont vénérées. Le nom se réfère également à l'environnement forestier environnant.

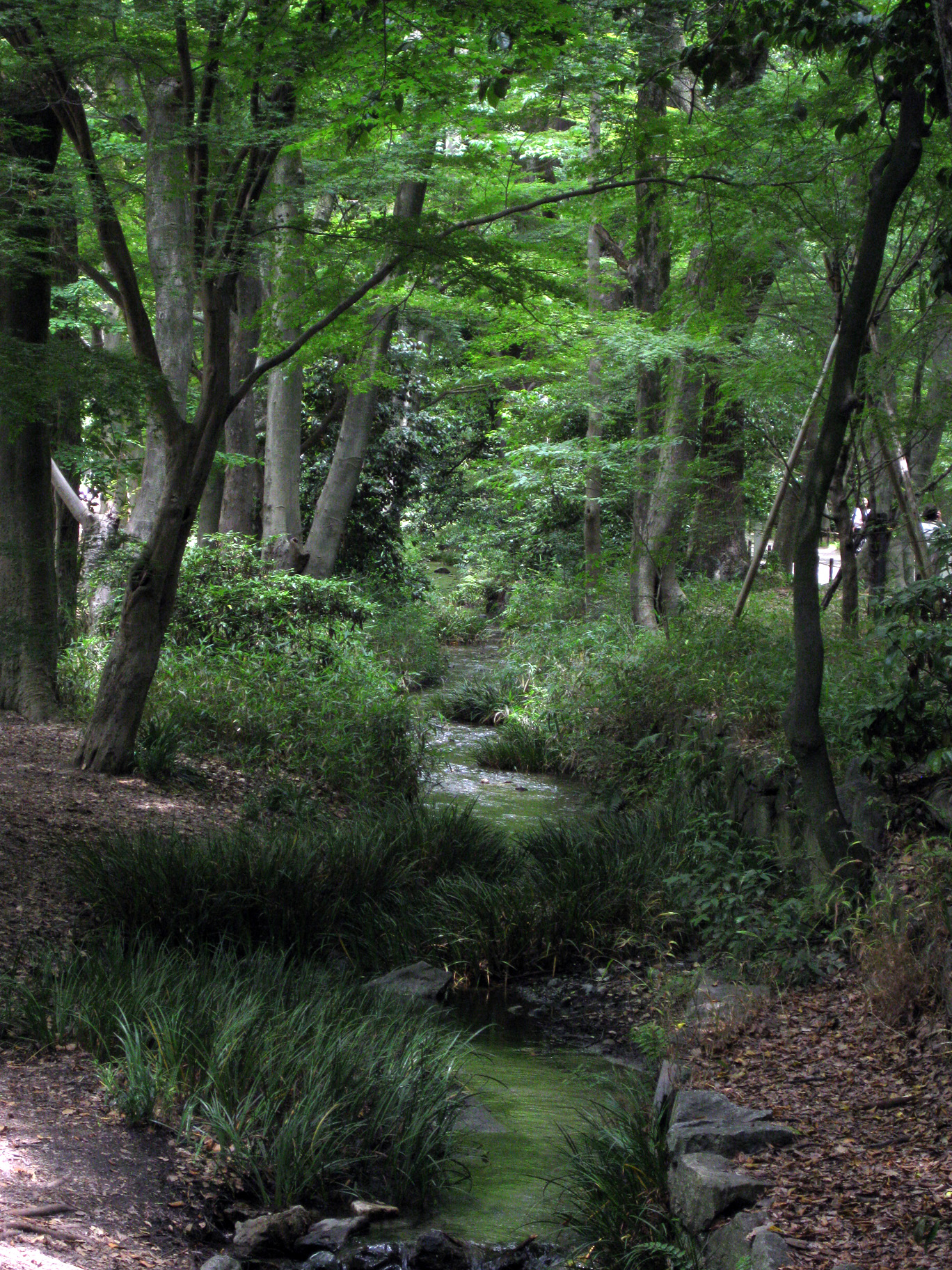
La forêt couvre le Tadasu no mori.

Bien qu'il soit de nos jours incorporé dans les limites de la ville, l'emplacement était autrefois Tadasu no mori[pas clair] (糺の森), ce qui désignait la forêt sauvage où vivaient les gardiens exclusifs du sanctuaire depuis les temps préhistoriques.

## Membres notables du clan
- Kamo no Chōmei (1155-1216)
- Kamo no Mabuchi (1697-1769)

Bien que Ieyasu Tokugawa n'a jamais utilisé le nom Matsudaira avant 1566, sa nomination comme shogun était subordonnée à sa revendication de parenté avec les Matsudaira et d'un lien avec le Seiwa Genji. Les études modernes ont révélé que la généalogie offerte à l'empereur contenait des informations falsifiées. Mais comme le clan Matsudaira utilisait le même mon que le clan Kamo, il a été suggéré qu'il descendait probablement du clan Kamo.

## Source de la traduction
- (en) Cet article est partiellement ou en totalité issu de l’article de Wikipédia en anglais intitulé « Kamo clan » (voir la liste des auteurs).